# Бурштейн, Аврум
Аврум (Авраам) Лейб Буршейн (ивр. אברהם לייב בורשטיין‎, 1971, Иерусалим) — израильский музыкант, актёр, основатель «Иерусалимской клезмерской ассоциации» (ивр. אגודת הכליזמרים ירושלים‎).

## Биография
Родился в 1971 году в иерусалимском районе Катамон. Отец — Хаим, сын рава Моше Бурштейна, уроженец Пултуска (Польша) переехал в Эрец-Исраэль в 1934 году, создал семью, численность выходцев из которой при его жизни достигла почти тысячи потомства в Израиле и за рубежом, и сыграл важную роль в создании синагог брацлавского хасидизма в Иерусалиме. Мать, Браха Мандель, потомок семейства Ротшильдов и семьи Штраус из Франкфурта-на-Майне, родилась в городе Патерсон (Нью-Джерси), в районе еврейских иммигрантов, которые приехали из Германии накануне Второй мировой войны.
В возрасте 19 лет женился на Мирьям Рубинштейн, внучке одного из известных раввинов брацлавского направления Мордехая Элазара Рубинштейна. Перед смертью рав Рубинштейн приказал наставнику Бурштейна, раву Элиэзеру Берланду задокументировать и записать деда, который напел десятки традиционных мелодий и напевов на идише, который он унаследовал от старейшин брацлавского направления и сохранил в течение многих лет. Бурштейн, по совету своего учителя, который боялся, что мелодии пропадут, продублировал записи и распространил их среди брацлавских хасидов.